# Masugnsbyn
Masugnsbyn (Meänkieli: Maasunki, Massuni) is een dorp binnen de Zweedse gemeente Kiruna. Het is een oud mijnwerkersstadje dat al in de 16e eeuw genoemd wordt. Ook nu nog haalt men uit de mijnen diverse ertsen en gesteenten (bijvoorbeeld dolomiet), die verwerkt worden door de grote ertswarenfabriek LKAB. De omgeving rondom het stadje staat voornamelijk bekend om een afwijkende samenstelling van de bodem, waardoor er planten voorkomen, die elders in Zweden niet te vinden zijn. Masugnsbyn betekent dorp met hoogoven.
Bestuurscentrum: Kiruna (Tätort)
Tätort: Jukkasjärvi · Karesuando · Kuttainen · Övre Soppero · Svappavaara · Vittangi
Småort: Abisko · Idivuoma · Kauppinen · Kurravaara · Lannavaara · Laxforsen · Masugnsbyn · Mertajärvi · Närvä · Paksuniemi · Piksinranta · Saivomuotka
Overig: Alalahti · Alttajärvi · Årosjåkk · Björkliden · Holmajärvi · Jänkänalusta · Kaalasjärvi · Kalixfors · Kattuvuoma · Käyrävuopio · Krokvik · Kuoksu · Lainio · Laukkusluspa · Luongaslompolo · Maunu · Merasjärvi · Nedre Soppero · Nurmasuanto · Paittasjärvi · Parakka · Piilijärvi · Pirttivuopio · Poikkijärvi · Puoltsa · Rautas · Rensjön · Salmi · Silkkimuotka · Stenbacken · Suijajärvi · Torneträsk · Tuolluvaara · Vassijaure · Viikusjärvi · Vittangi · Vivungi